# Project A-Ko
 Project A-Ko  (プロジェクトＡ子) est un film d'animation et 5 OAV, sortis entre 1986 et 1990 au Japon. Dans un univers mélangeant science-fiction et comédie, il traite des préoccupations de lycéennes. 
Un manga en un volume adapte le premier film.

## Synopsis
Il y a 16 ans, un énorme vaisseau spatial extraterrestre  s’écrase sur Terre et transforme la ville Graviton City en un cratère. Depuis, Graviton city a été reconstruite et est devenue la métropole la plus avancée de la planète. Deux amies d’enfance, la surhumaine A-Ko et C-Ko font leur rentrée dans un nouveau lycée. Une autre élève, B-Ko, est jalouse de l’amitié que porte C-Ko à A-Ko et fait tout pour s’immiscer entre les deux amies. Mais C-Ko est aussi recherchée par une civilisation extraterrestre qui envoie un imposant vaisseau vers la Terre pour la rechercher.

## Fiche technique: Project A-Ko (1986)
- Titre :  Project A-Ko
- Réalisation : Katsuhiko Nishijima
- Scénario : Kazumi Shirasaka
- Character design : Yuji Moriyama
- Musique :
- Pays d'origine :  Japon
- Année de production : 1986
- Genre : science-fiction, comédie
- Durée :  86 minutes
- Dates de sortie française : n/a

## Série
Cette série est composée de 5 épisodes. 
- Project A-Ko 2: Plot of the Daitokuji Financial Group (1987)
- Project A-Ko 3: Cinderella Rhapsody (1988)
- Project A-Ko 4: Final (1989)
- Project A-Ko: Uncivil Wars (1990) 2 épisodes

## Bande sonore
- Project A-Ko (1986)

Générique de fin: Follow Your Dream  par Valerie Stevenson
Autres: Dance Away par Annie Livingston, In Your Eyes par Samantha Newark

## Commentaires
Cette série d’OAV contient de nombreuses parodies et clin d’œil d’anime de la même époque tels que Ken le survivant, Macross, Gundam ou encore Albator.